# 小行星9220
小行星9220（英語：9220 Yoshidayama）是一颗围绕太阳公转的小行星。1995年12月15日，小林隆男在大泉天文台发现了此天体。
这颗小行星的绝对星等为43.31318531151043等。